# تئو اوان
تئو ایوان (به انگلیسی: Theo Evan) با نام کامل اوانجلوس تئودورو (به انگلیسی: Evangelos Theodorou) (زاده ۱۶ مهٔ ۲۰۰۰) خواننده، ترانه‌سرا، رقصنده و بازیگر قبرسی-یونانی است.او نمایندهٔ کشور قبرس در مسابقهٔ آواز یوروویژن ۲۰۲۵ بود و با ترانهٔ «Shh» در این رقابت شرکت کرد.

## حرفه
تئو اِوان با نام اصلی اِوانگِلوس تئودُرو در نیکوزیا، قبرس و در خانواده‌ای یونانی-قبرسی زاده شد. او دوران کودکی خود را با شرکت در کلاس‌های رقص و خوانندگی در گروه کر مدرسه‌اش سپری کرد. از هفت سالگی به عنوان خواننده و رقصنده فعالیت می‌کرد و در دوران نوجوانی نیز ترانه‌سرایی را آغاز کرد. اوان مانند بسیاری از هم سن و سالانش در قبرس، در اجراهای تئاتری و مسابقات استعدادیابی متعددی شرکت کرد و در بسیاری از آن‌ها جوایز و افتخاراتی کسب کرد.
پس از فارغ‌التحصیلی از مدرسهٔ انگلیسی نیکوزیا، او برای ادامهٔ تحصیل در رشتهٔ موسیقی و اجرای صحنه‌ای به ایالات متحده رفت و وارد کالج موسیقی برکلی در بوستون، ماساچوست شد؛ جایی که بعداً با افتخار فارغ‌التحصیل شد. او از آن زمان تاکنون سه بار به عنوان مهمان افتخاری در مراسم فارغ‌التحصیلی این دانشگاه دعوت شده است، در کنار هنرمندانی چون میسی الیوت، فارل ویلیامز، جان لجند و جاستین تیمبرلیک.
در سال ۲۰۲۱، تئو اِوان نخستین تک‌آهنگ خود با عنوان «دیوار» (The Wall) را منتشر کرد. او همچنین به عنوان سیاهی‌لشکر در قسمت هفتم فصل دوم مجموعهٔ تلویزیونی آمریکایی سرخوشی نیز حضور کوتاهی داشت. پس از مدتی اقامت در لس آنجلس، به شهر زادگاهش بازگشت تا فعالیت حرفه‌ای موسیقی خود را ادامه دهد.
در ۲ سپتامبر ۲۰۲۴ اعلام شد که تئو اِوان نمایندهٔ قبرس در مسابقه آواز یوروویژن ۲۰۲۵ در شهر بازل، سوئیس خواهد بود. این نخستین بار از سال ۲۰۱۷ است که نمایندهٔ قبرس، هنرمندی زادهٔ این کشور است. در ۱۳ مه ۲۰۲۵، او اجرای نخستین نیمه‌نهایی خود را روی صحنه برد، اما با کسب ۴۴ امتیاز و رتبهٔ یازدهم، از راهیابی به مرحلهٔ فینال بازماند.

## سبک هنری
هنر تئو اِوان به‌گونه‌ای توصیف شده که «از هر چیزی الهام می‌گیرد؛ از استرومای گرفته تا مایکل جکسون و رگیتون». سبک موسیقی او همچنین به عنوان «ترکیبی جریان‌محور از پاپ مدیترانه‌ای، آمیخته با لحن‌های تیره و خشن، و تکمیل‌شده با تلفیقی نوین و معاصر از موسیقی پاپ» توصیف شده است.